# Kastilja i León
 Kastilja i León (špa. Castilla y León) je španjolska autonomna zajednica, čiji teritorij obuhvaća sjeverni dio središnje visoravni Pirenejskog poluotoka, te se podudara uglavnom s dolinom rijeke Duero. Čine je provincije Ávila, Burgos, León, Palencia, Salamanca, Segovia, Soria, Valladolid i Zamora. Provincije Santander i Logroño, koji su tvorile ovu regiju prije stjecanja autonomije, opredijelile su se za vlastitu autonomiju tvoreći jednoprovincijalne autonomne zajednice Kantabriju i La Rioju.
Iako u autonomnom statutu nije određen glavni grad, to je učinjeno 1987. godine donošenjem zakona kojim se određuje Valladolid za sjedište glavnih institucija autonomne vlade.
Područje ove autonomne zajednice obuhvaća povijesno Kraljevstvo León i Staru Kastilju (španj. Castilla la Vieja).

## Zemljopis
Kastilja i León graniči s Asturijom i Kantabrijom na sjeveru, La Riojom i Baskijom i Aragonijom na istoku, autonomnom zajednicom Madrid i Kastiljom-La Manchom na jugoistoku, Ekstremadurom na jugu, te Portugalom i Galicijom na zapadu.
Kastilja i León poklapa se sa španjolskim dijelom bazena rijeke Duero. Proteže se i na susjedne doline, kao što su El Bierzo (León) i na mnoge osamljene doline: Laciana (León), Valle de Mena (Burgos), Valle del Tiétar (Ávila), itd.

## Regionalna administracija i vlada
Kastilja i León je podjeljena na devet provincija: Ávila, Burgos, León, Palencia, Segovia, Soria, Salamanca, Valladolid i Zamora, s istoimenim glavnim gradovima.
Vlada Kastilje i Leóna naziva se Junta de Castilla y León. Čine je predsjednik, dva potpredsjednika i 10 vijećnika (španj. consejerías). Sjedište regionalne vlade je u Valladolidu.
Regionalni parlament zove se Cortes de Castilla y León i ima sjedište u dvorcu Fuensaldaña, blizu Valladolida. Trenutno se gradi nova zgrada.
Sjedište regonalnog vrhovnog suda je u Burgosu.
Konzultativno vijeće (španj. Consejo Consultivo) sastoji se od pet pravnih stručnjaka, koje imenuje regionalni parlament i Junta. Vijeće daje mišljenja, koje ne obvezuju Juntu. Ima sjedište u Zamori.
Službeni jezik je španjolski, a posebni status imaju leonski u pokrajinama Leónu i Zamori te galješki.